# 小林哲也 (政治家)
小林 哲也（こばやし てつや、1959年4月5日 - ）は、日本の政治家。埼玉県熊谷市長（1期）。埼玉県議会議員（5期）。元熊谷市長の小林一夫は実父。

## 来歴
熊谷市立三尻中学校、埼玉県立本庄高等学校を経て、1983年（昭和58年）、中央大学経済学部を卒業。卒業後は岡三証券に勤務する。
その後、帰郷し、2003年（平成15年）埼玉県議会議員（自由民主党）に初当選。県議を5期務め、2017年（平成29年）に埼玉県議会議長に就任した。
2021年（令和3年）10月、熊谷市長選に出馬し、野中厚ら自民党関係者の支援を受けて森田俊和らの支援を受ける元熊谷市議会議員の閑野高広を破って初当選した。